# Bas-Mauco
Bas-Mauco település Franciaországban, Landes megyében. Lakosainak száma 402 fő (2022. január 1.). Bas-Mauco Aurice, Benquet, Haut-Mauco és Saint-Sever községekkel határos.

## Népesség
A település népességének változása:
| Lakosok száma | 116  | 160  | 242  | 303  | 368  | 364  | 360  | 359  | 374  | 402  |
|               | 1968 | 1982 | 1990 | 2006 | 2013 | 2015 | 2017 | 2019 | 2020 | 2022 |